# Lúcio Otávio Crasso
Lúcio Otávio Crasso (em latim: Lucius Octavius Crassus) foi um senador romano nomeado cônsul sufecto para o nundínio de setembro a dezembro de 111 com Públio Célio Apolinário. 